# Dünserberg
Dünserberg est une commune autrichienne du district de Feldkirch dans le Vorarlberg.